# Expert Review of Pharmacoeconomics & Outcomes Research
Expert Review of Pharmacoeconomics & Outcomes Research, abgekürzt Expert Rev Pharm. Out., ist eine wissenschaftliche Fachzeitschrift, die vom Taylor & Francis-Verlag veröffentlicht wird. Die Zeitschrift erscheint derzeit mit sechs Ausgaben im Jahr. Es werden Übersichtsarbeiten veröffentlicht, die sich mit Kosten-Nutzen-Analysen und pharmakoökonomischen Fragen des Arzneimitteleinsatzes beschäftigen.
Der Impact Factor lag im Jahr 2014 bei 1,669. Nach der Statistik des ISI Web of Knowledge wird das Journal mit diesem Impact Factor in der Kategorie Pharmakologie und Pharmazie an 169. Stelle von 254 Zeitschriften und in der Kategorie Pflegewissenschaften an 45. Stelle von 89 Zeitschriften geführt.